# Northeast Regional
Northeast Regional er et intercitytog med Amtrak som operatør, der kører i Northeast Corridor i det nordøstlige USA.  Tidligere var det kendt som NortheastDirect, Acela Regional og Regional.   Det er langt den travleste Amtrak-rute, med 7,15 millioner passagerer i regnskabsåret 2010.   Den næsttravleste Amtrak-rute er Acela Express, der samme år havde omkring 3,2 millioner passagerer.  I regnskabsåret 2010 havde Northeast Regional en samlet indtægt på 458.105.798 dollar, mod 431.430.679 dollar i 2009.
Der er timedrift dagligt kun for passagerer med reservation.  Togene kører generelt mellem Boston (Massachusetts) og Washington D.C., med yderligere afgange mellem New York City og Washington D.C., samt nogle forlængelser til Springfield i Massachusetts, samt Richmond, Newport News, Norfolk, Lynchburg og fra 31. oktober 2017 Roanoke, alle i Virginia.
Rejsetiden er omkring 4½ time mellem Newport News og Washington D.C., to timer mellem Washington D.C. og Philadelphia, 1½ time mellem Philadelphia og New York City, 3½ time mellem New York City og Springfield og fire timer mellem New York City og Boston.

## Galleri
- Northeast Regional krydser James River kort efter Lynchburg på vej mod Boston.
- Northeast Regional ved lufthavnsstationen i Newark, New Jersey.
- Northeast Regional i Ashland, Virginia.